# Załuże (rejon krzemieniecki)
Załuże (ukr. Залужжя) – wieś na Ukrainie w rejonie krzemienieckim należącym do obwodu tarnopolskiego.